# George Vesey Stewart

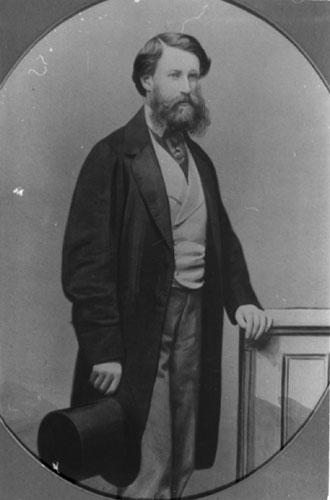
George Vesey Stewart

George Vesey Stewart (* 3. Oktober 1831 in Brighton, Sussex, England; † 3. März 1920 in Rotorua, Bay of Plenty, Neuseeland) war ein irisch-neuseeländischer Siedler, Kolonialist, Politiker, Gründer der neuseeländischen Orte Katikati und Te Puke und wurde 1882 zum ersten Bürgermeister der Stadt Tauranga gewählt.

## Frühes Leben
George Vesey Stewart wurde am 3. Oktober 1831 als dritter Sohn von Frances Stewart, geborene Vesey und ihrem Mann Mervyn Stewart, einem ehemaligen Leutnant der Armee, beide aus Martray, County Tyrone, Ulster, Nordirland stammend, geboren. Da seine Mutter krank war, verbrachte die Familie lange Zeit auf dem europäischen Festland, was Stewarts Kindheit und seine Schulbildung prägte. 1844 wurde er zu einer Schule nach London geschickt und ging nachfolgend im Jahr 1848 nach Putney an das College of Civil Engineers, um als Grundstücks- und Immobilienmakler ausgebildet zu werden. 1852 wechselte er zum Trinity College in Dublin und schloss dort 1856 mit dem Bachelor in Classics mit Auszeichnung ab.

## Nordirland
Basierend auf seiner ursprünglichen Ausbildung arbeitete Stewart zunächst als Gutsverwalter und bewirtschaftete so verschiedenen Farmen. Doch mit seinen visionären Vorstellungen begann er in Nordirland verschiedene Projekte, von denen nicht alle erfolgreich waren. Eine Fabrik zur Herstellung von Leinen schlug derart fehl, dass er bewog nach Neuseeland zu gehen, um dort bessere Realisierungsmöglichkeiten für seine Ideen zu finden.

## Neuseeland
Stewart warb 1873 im Loyal Orange Order, einem Oranier-Orden, dessen Mitglied er war, für ein Siedlungsvorhaben in Neuseeland und reiste anschließend mit der Mongol in das favorisierte Land, wo er Anfang 1874 Port Chalmers erreichte. Er bereiste das Land auf der Suche nach geeignetem Terrain für sein Ansiedlungsvorhaben und landete schließlich in der Gegend von Tauranga, wo er nach seinen Vorgaben fündig wurde. In Auckland traf er später auf Joseph McMullen Dargaville, einem Mitglied des Auckland Provincial Council und Grand Master der Grand Lodge of Auckland. Über ihn bekam der am 24. Juni 1874 vom Secretary for Crown Lands die Zusicherung für 10.000 Acres Land.
Zurück in Irland überzeugte Stewart Mitglieder des Ordens und verließ am 8. Juni 1875 auf der Carisbrooke Castle Belfast mit insgesamt 238 Siedlern, inklusive seiner Frau Margarete und ihren neun Kindern im Alter zwischen zwei und 19 Jahren. Nach der Gründung von Katikati organisierte er im August 1878 eine zweite Fahrt mit der Lady Jocelyn, auf der seine Eltern und sein Bruder mit seiner Frau mit segelten. Zwischen den Jahren 1877 und 1885 gab Stewart acht Werbeschriften für Siedlungsvorhaben in Neuseeland heraus und soll in insgesamt sechs Unternehmungen rund 4000 Siedler nach Neuseeland gebracht haben.
Neben seinen vielen Aktivitäten bezüglich der Siedlungsvorhaben, engagierte sich Stewart auch in der Politik und war unter anderem gewähltes Mitglied des Katikati Highway Board, Katikati District School Committee, des Tauranga County Council, des Tauranga Harbour Board und des Tauranga Hospital Board. Zusätzlich war er Justice of the Peace im County Tyrone und in Neuseeland.
1879 kaufte er die in Tauranga erscheinende Bay of Plenty Times und hielt sie bis 1887. Nachdem er 1881 die Wahl zum House of Representatives nicht für sich entscheiden konnte, widmete er sich verstärkt der lokalen Politik und wurde im März 1882 der erste gewählte Bürgermeister der neu gebildeten Borough of Tauranga. 1883 war Stewart in der Planung des Baus der Eisenbahn nach Tauranga involviert. Das Vorhaben konnte aber wegen des Ausbruchs des Vulkans Tarawera im Jahr 1886 nicht realisiert werden.
Anfang 1920 erkrankte Stewart an einer Bronchitis und reiste zur Behandlung nach Rotorua. Dort verstarb er am 3. März 1920. Beerdigt wurde er in Katikati.

## Familie
Am 17. April 1856 heiratete Stewart seine erste Frau, Margaret Torrens Miller, in der Gemeinde Desertlyn in Londonderry Nordirland. Aus der Ehe gingen sechs Söhne und drei Töchter hervor.
Nachdem Stewarts Frau Margaret ihn wegen seiner vielen Aktivitäten verlassen hatte, brachte er 1888 Alice Amelia Ellen Hagerty, auch als Alice Stein bekannt, als seine Haushälterin von England mit. Sie heirateten am 11. Oktober 1917. Aus der Beziehung sollen schon vor der Ehe zwei Kinder, ein Sohn und eine Tochter hervorgegangen sein.

## Ehrungen
- 1918 – wurde Stewart mit dem Officer of the Order of the British Empire (OBE) geehrt.
- 1926 – wurde Stewart zu Ehren im Uretara Domain in Katikati das George Vesey Stewart Memorial errichtet und wurde am 17. Dezember 1993 in die Liste Historic Place Category 2 des New Zealand Historic Places Trust (NZHPT) aufgenommen.[5]